# Epeo de Élide
Epeo (en griego Ἐπειός, 'Epeiós') fue el tercer rey mítico de la antigua Élide.
Es héroe epónimo de los epeos, una de las denominaciones de los habitantes de la Élide. Era hijo de Endimión, al cual sucedió en el trono, y hermano de Peón, Etolo y Eurícide; el nombre de su madre varía, según Pausanias, entre Asterodia, Cromia e Hiperipe. Otros dicen que Epeo era hijo de Aetlio. Cuando Endimión quiso nombrar a su sucesor organizó una carrera en Olimpia en la que participaron los tres hermanos. Ganó Epeo, siendo este por tanto nombrado sucesor. Peón, disgustado, abandonó el país mientras que Etolo sucedió posteriormente a su hermano en el trono. Epeo se casó con Anaxírroe, hija de Corono, con quien tuvo una sola hija: Hirmina. Diodoro añade además un hijo, Aléctor, nacido de la misma unión.
Epeo, como epónimo de los epeos, a veces es identificado como Eleo, epónimo de la Élide. Sin embargo Helánico ya imaginaba a Epeo como hijo del rey epónimo Eleo. Según Pausanias este Eleo era el hijo de Poseidón y Eurícide.
| Predecesor: Endimión | Reyes míticos de Élide | Sucesor: Etolo |